# 邓国清 (红军将领)
邓国清（1908年—1949年），又名邓国涛，湖南人，中国工农红军将领。

## 生平
邓国清早年入伍，曾任连长，后因刑事罪被逮捕入狱，1930年中国工农红军红三军团攻占长沙时加入红军，1932年3月，任红七军第20师师长，同年6月改任第19师师长，后任红三军团第2师师长，1933年6月，红三军团在江西乐安大湖坪整编，任第4师第11团团长。先后参加了中央苏区第三至第五次反“围剿”斗争。
1934年10月参加长征，1935年2月，任红三军团第11团团长，1935年9月，任陕甘支队第2纵队第11大队大队长。1935年11月，陕甘支队撤销，恢复红一方面军番号，任红一军团第4师第11团团长。1936年1月因不满职务安排，脱离队伍回湖南老家。
西安事变后，回到延安，参加学习，后派往山东工作，不久被策反，先后任军统特种政治问题研究所研究员，“忠义救国军”总指挥部高参、参谋长，国民政府交警总局高参，1949年后被捕，经公审后处决。